# تافدنا
تافدنا (به فرانسوی: Tafedna) یک منطقهٔ مسکونی در مراکش است که در استان صویره واقع شده‌است. تافدنا ۵٬۲۳۴ نفر جمعیت دارد.